# Cebus kaapori
Cebus kaapori es un mono capuchino endémico del norte del Brasil, llamado cairara por los nativos (su nombre científico proviene del nombre de los indios urubú ka-apor -Kaapor people en inglés, caapores, en portugués) en cuyas tierras fue encontrado). Esta especie se encuentra en los estados brasileños de Pará y Maranhão. Antiguamente era considerada solo una subespecie del capuchino llorón (Cebus olivaceus), pero nuevos estudios permitieron que sea elevado a la categoría de especie.

## Descripción original
Fue descrito originalmente por Helder Queiroz en el año 1992.
La localidad tipo es: «Brasil, Maranhao, cerca de la margen derecha del río Gurupi, Cuadrante 7, 10 km al suroeste de la Prospección Chaga-Tudo (0°30′S,47°30′W).»
Su tardío descubrimiento es tanto más sorprendente al ser la distribución de este primate el área del Amazonas que está más densamente poblada y degradada. El que haya logrado por tanto tiempo escapar a las investigaciones de los especialistas es una demostración que el inventario final de las especies de simios en América del Sur aún no termina.

## Taxonomía
Cebus kaapori había sido registrado previamente, en Maranhão, por C. Vieira, pero lo clasificó erradamente como Cebus nigrivittatus por lo que su registro fue pasado por alto en las evaluaciones posteriores de la especie. T. Masterson desarrolló un estudio craneal de este primate. M. Harada y S. Ferrari argumentaron que debía ser considerada solo una subespecie de C. olivaceus. Finalmente, fue considerado una especie plena por Colin Groves, y Jr. Silva.

## Evolución
En dos estudios moleculares se ha demostrado que su especie más próxima es Cebus olivaceus de la cual se ha separado al menos desde 0,6 a 0,8 millones de años, o bien hace unos 2,8 millones de años.

## Características
No posee cresta sagital. Su pelaje es largo y sedoso. El color de los hombros es gris plateado. El color del dorso es gris amarronado agutí. Posee una raya dorsal, difusa pero continua en la cola. Los flancos son de color marrón grisáceo. El abdomen, el pecho, y la garganta son de color gris plateado. La superficie lateral de los brazos claramente definido en dos tonos (negro-gris y café grisáceo oscuro). La superficie medial de los brazos de color marrón amarillento claro. La superficie lateral de las piernas de color marrón grisáceo. La superficie medial de las piernas, de color marrón claro. Las plantas de las manos y patas son negruzcas. La cola es agutí gris por encima y por debajo, con un pincel gris plata bastante contrastante. La nuca es marrón negruzco. La corona es marrón negruzca, color que cae en triángulo hasta la base de la nariz. No posee barba. La piel del rostro es de color rosa. Los oídos están desnudos y son rosados.
Su peso en el macho adulto es de alrededor de 3 kg. 
- HB: 46.5 cm.
- TL: 51.0 cm.

## Costumbres
Explota en especial el sotobosque y la parte inferior a media de las copas. Es diurno y arborícola; generalista y oportunista, con tendencia omnívora-frugívora. Son también cazadores-recolectores de extracción y manipulación. Viven en manadas de 1 a 7 ejemplares, recorriendo un territorio en busca de alimento: semillas de palma, frutos, hojas tiernas, tallos, flores, diversos invertebrados, ranas, polluelos, y mamíferos pequeños. Los machos se dispersan. Ambos sexos ocupan las jerarquías lineales, pero el macho alfa domina a la hembra alfa. Los machos subordinados son a menudo periféricos del grupo de origen. 

## Hábitat
Viven en densas selvas ecuatoriales bajo amazónicas, imperturbadas a ligeramente perturbadas, a altitudes de 200msnm o menos. También en los bordes de los bosques de plameras. 

## Distribución
Este primate es endémico del norte del Brasil, en un área total de unos 15 000 km², en el extremo oriental de la selva alta de las tierras bajas de la Amazonía. Su distribución es bastante bien conocida: habita al este del bajo río Tocantins, hasta la margen derecha del río Grajaú en Maranhão, en el noreste del Estado de Pará, al este hasta el curso medio del río Pindaré, hasta el río Grajaú e incluso en el norte del estado de Maranhão. Puede extenderse unos pocos kilómetros al oeste del río Gurupi. Es posible que también en el pasado se encontrase hacia el este hasta el interfluvio Mearim-Itapecurú, aunque prácticamente está ausente de los territorios desde la margen derecha del río Grajaú, hacia el este.

## Densidad
Las observaciones realizadas en la «fazenda Cauaxi», en Paragominas en el noreste de Pará, dieron por resultado una muy baja densidad: 0,99 grupos cada 10 km, la cual es inversamente proporcional a la simpátrica  Sapajus apella, con quien mantiene una competencia interespecífica.
En la reserva biológica Gurupí, se estimó una densidad de 0,98 ejemplares por km². En otros conteos las cifras fueron peores: luego de caminar 480 km solo se pudieron detectar 3 grupos.

## Conservación
Su estado de conservación es: En peligro crítico de extinción. La UICN estima que su población total ha disminuido en 48 años por lo menos el 80 %. De todos los primates amazónicos este es uno de los más amenazados.
Entre sus amenazas se encuentran la deforestación excesiva, la presión minera, la caza y captura para ser empleados como animales de compañía por los indígenas Guajá, y una ausencia casi total de protección legal. No resiste una intensa tala de su hábitat. 
Cuenta con algo de protección en la «fazenda Cauaxi», en la «fazenda Amanda Mapisa», en Áreas Protegidas como el área de protección ambiental estadual Lago de Tucuruí, la reserva biológica Gurupí, en la reserva indígena del Alto Turiaçu, en la reserva indígena de Carú, etc.